# Maison Thonet (Bruxelles)
Pour les articles homonymes, voir Maison Thonet.
La Maison Thonet est un édifice de style éclectique, et plus précisément de style néo-Renaissance, construit en 1872 à Bruxelles en Belgique par l'architecte Félix Laureys, à la suite des travaux de voûtement de la Senne et à la création des « boulevards du Centre », pour le siège bruxellois du célèbre fabricant de sièges Thonet.
La maison a remporté le septième prix du concours d'architecture organisé par la Ville de Bruxelles en 1872-1876.

## Localisation
L'immeuble se dresse aux n° 11-17 du boulevard Adolphe Max, à l'angle de la rue Saint-Michel, à côté de l'Hôtel Atlanta (édifice de style Art déco de l'architecte Michel Polak).
Il se situe dans un quartier très riche en immeubles éclectiques, comme la Maison des chats de l'architecte Henri Beyaert (premier prix au même concours), l'Immeuble « Le Printemps » (quatrième prix, architecte Adolphe Vanderheggen), la Maison presbytérale de l'église Notre-Dame du Finistère (huitième prix, architecte Constant Almain de Hase), le Café Métropole (treizième prix, architecte Gédéon Bordiau) ainsi que le Passage du Nord (architecte Henri Rieck).

## Historique

### Voûtement de la Senne et création des boulevards du Centre
Décrite, au XVIIIe siècle encore, comme une rivière au « cours utile et agréable », la Senne n'est plus, au siècle suivant, qu'un « dépotoir, non seulement des industries groupées sur ses bords, mais de toutes les maisons riveraines ».
En 1865, le roi Léopold II, s'adressant au jeune bourgmestre de Bruxelles Jules Anspach, formule le vœu que Bruxelles « réussira à se débarrasser de ce cloaque qu'on appelle la Senne » avant la fin de son règne.
En octobre 1865, le conseil communal de la ville de Bruxelles adopte un projet établi par l'architecte Léon Suys qui vise à supprimer les bras secondaires de la rivière, à rectifier le cours sinueux de son bras principal et à le voûter entre la gare du Midi et le nord de la ville.
C'est ainsi qu'apparaissent les « boulevards du Centre » (nommés initialement boulevard du Hainaut, Central, du Nord et de la Senne et renommés ultérieurement boulevard Lemonnier, Anspach, Max et Jacqmain).

### Concours d'architecture
Afin de stimuler la reconstruction aux abords de ces boulevards, la Ville de Bruxelles organise deux concours d'architecture pour les périodes 1872-1876 et 1876-1878, en laissant la plus grande liberté aux architectes : aucune unité de style n'est recherchée ni imposée et la composition monumentale sera de facto éclectique tout au long de cette immense perspective.

### Construction de la Maison Thonet
C'est dans ce contexte que l'architecte Félix Laureys construit en 1872 la Maison Thonet sur le boulevard du Nord (devenu boulevard Adolphe Max),.
La maison obtient le septième prix du concours organisé par la Ville en 1872-1876,.

### Classement
La maison Thonet fait l'objet d'un classement au titre des monuments historiques depuis le 28 avril 1994.

## Accessibilité
| ___ | Ce site est desservi par la station de métro : De Brouckère. |